# Copeiro (cargo)
Um copeiro era um empregado de grande escalão nas cortes, cujo dever era servir bebidas na mesa. Devido ao medo constante de conspirações, este empregado tinha de ser de grande confiança para ocupar o cargo. Ele deveria proteger a copa do rei ante o risco de envenenamentos e, por vezes, precisava provar a bebida antes do seu servimento. Suas relações de confiança com o rei lhes davam uma posição de poder e boa fama. Denomina-se copeiro-mor aquele encarregado de comandar os demais copeiros.